# Amt Neuhardenberg
Amt Neuhardenberg – dawny urząd w Niemczech, leżący w kraju związkowym Brandenburgia, w powiecie Märkisch-Oderland. Siedziba urzędu znajdowała się w miejscowości Neuhardenberg.
W skład urzędu wchodziły trzy gminy:
1. Gusow-Platkow
2. Märkische Höhe
3. Neuhardenberg

1 stycznia 2022 urząd został rozwiązany. Gminy Gusow-Platkow oraz Neuhardenberg zostały przyłączone do urzędu Amt Seelow-Land, a gmina Märkische Höhe do urzędu Amt Märkische Schweiz.